# Le Poiré-sur-Vie
Le Poiré-sur-Vie là một xã ở tỉnh Vendée trong vùng Pays de la Loire, Pháp. Xã này có diện tích 72,95 kilômét vuông, dân số năm 2006 là 7008 người. Xã này nằm ở khu vực có độ cao từ 17-83 mét trên mực nước biển. Ses habitants sont appelés les Genôts.

## Biến động dân số
| Năm | 1962  | 1968  | 1975  | 1982  | 1990  | 1999  | 2006  |
| --- | ----- | ----- | ----- | ----- | ----- | ----- | ----- |
| Dân số | 3 546 | 3 551 | 3 800 | 4 904 | 5 326 | 5 786 | 7 008 |
| From the year 1962 on: No double counting—residents of multiple communes (e.g. students and military personnel) are counted only once. |       |       |       |       |       |       |       |